# Orzeł i kret
Orzeł i kret (ros. Орёл и крот, Orioł i krot) – radziecki czarno-biały krótkometrażowy film animowany z 1944 roku w reżyserii Pantielejmona Sazonowa i Łamisa Briedisa powstały na podstawie baśni Iwana Kryłowa o tej samej nazwie.

## Animatorzy
Boris Diożkin, Giennadij Filippow, Faina Jepifanowa, Łamis Briedis